# Всемирная федерация демократической молодёжи
Всемирная федерация демократической молодёжи (англ. World Federation of Democratic Youth, WFDY) — международная молодёжная организация левого толка.

## История

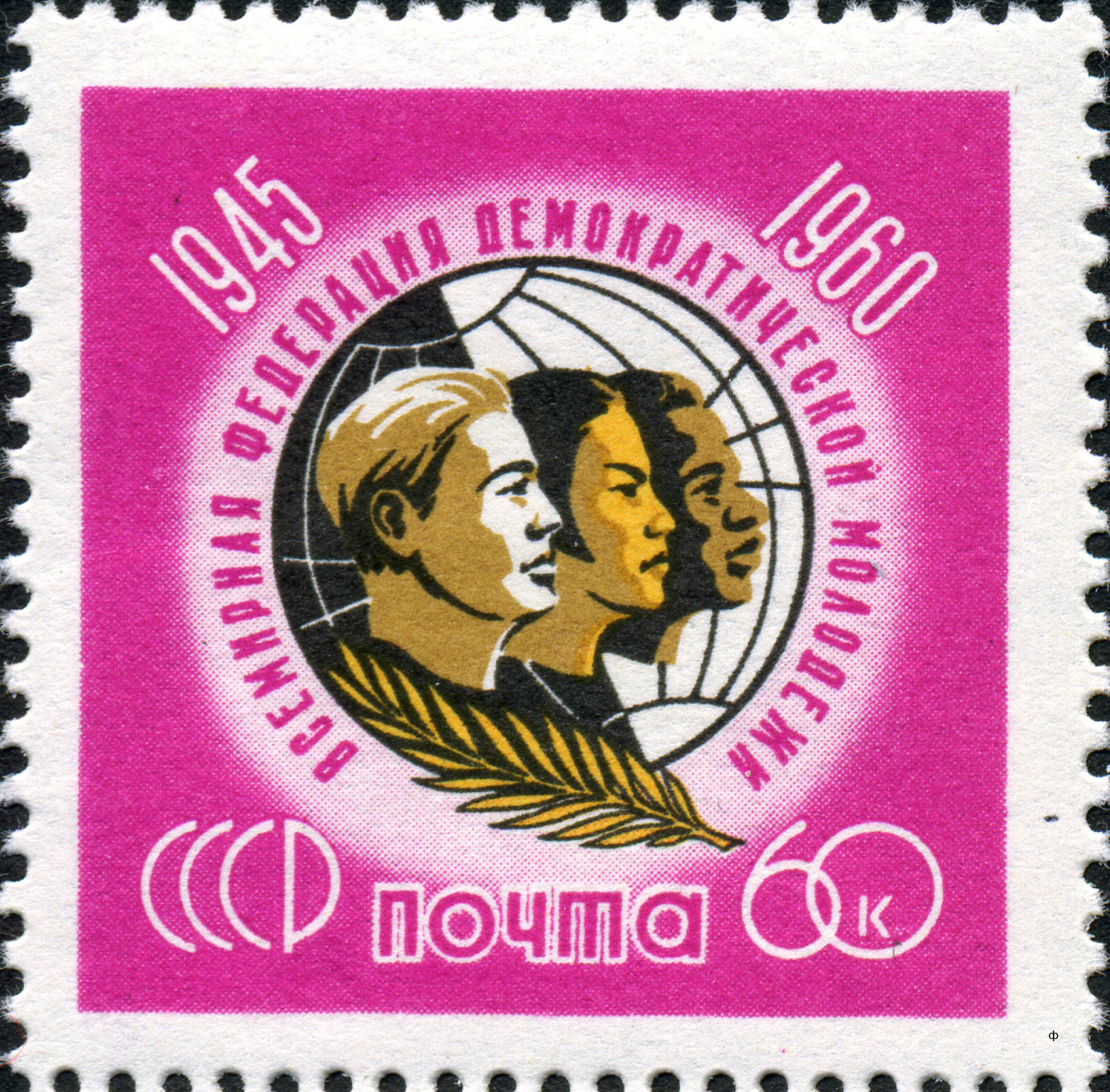
Почтовая марка СССР, 1960 год

ВФДМ основана 10 ноября 1945 года в Лондоне.
Объединяя значительное число комсомольских организаций разных стран, ВФДМ считается продолжательницей дела Коммунистического интернационала молодёжи, упразднённого в 1943 году.
С 1947 года ВФДМ является организатором Всемирного фестиваля молодёжи и студентов.
В 1958 году при федерации был создан СИМЕА (фр: CIMEA) — Международный комитет детских и юношеских организаций.
К середине 1960-х годов «ВФДМ насчитывает примерно 300 организаций из 115 стран. Они объединяют 101 миллион юношей и девушек». От СССР в ВФДМ входили представители ВЛКСМ и Комитета молодёжных организаций СССР.
Расцвет федерации пришёлся на 1960-е — 1980-е годы. После разрушения СССР федерация пережила период кризиса, но по-прежнему объединяет десятки молодёжных организаций по всему миру.
По состоянию на 2015 год ВФДМ объединяет 80 организаций в 65 странах, три из них действуют в России.
Штаб-квартира ВФДМ находится в Будапеште.

## Цели
Провозглашаемой целью работы ВФДМ является: сплочение различных молодёжных организаций в борьбе против империализма, за мир, демократию, национальную независимость, в защиту политических, социальных и экономических прав и интересов молодёжи.

### Организации-члены

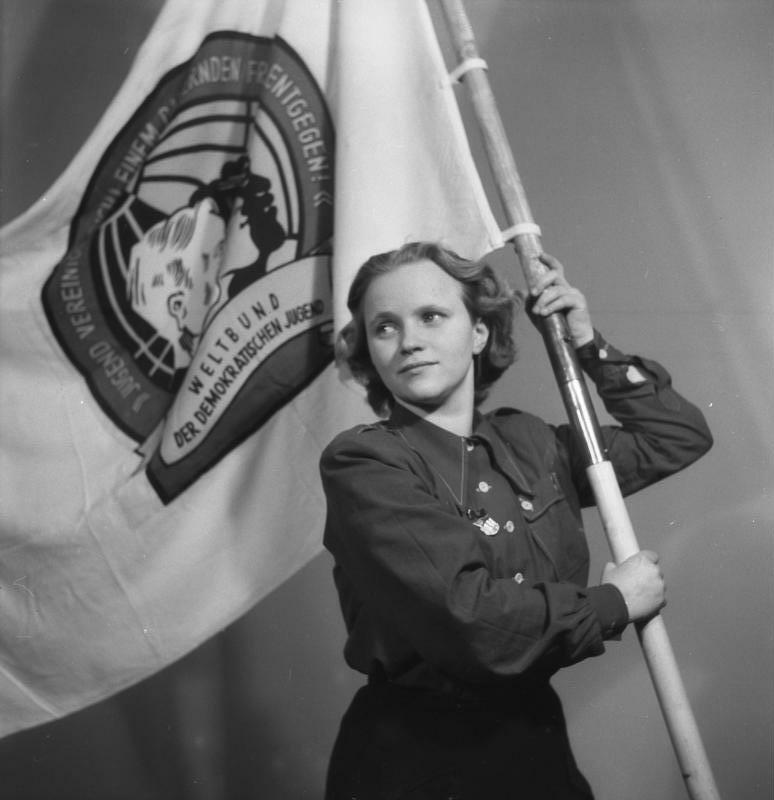
Девушка, представляющая Союз свободной немецкой молодёжи с флагом ВФДМ, фото 1950 года

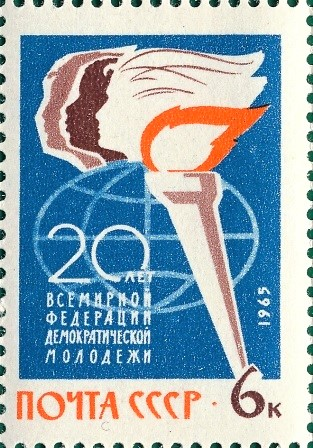
Почтовая марка СССР. 20-летие Международных организаций. Всемирная федерация демократической молодёжи. Номер в каталоге ЦФА 3256

- Почтовая марка СССР. 20-летие Международных организаций. Всемирная федерация демократической молодёжи. Номер в каталоге ЦФА 3256Революционный Коммунистический Союз Молодёжи — РКСМ(б) — Revolutionary Communist Youth League — RKSM(b)
- Ленинский Коммунистический Союз Молодёжи Российской Федерации — Leninist Communist Youth Union
- Ленинский Коммунистический Союз Молодёжи Украины — Leninist Communist Union of Ukrainian Youth
- Российский Коммунистический Союз Молодёжи — Russian Communist Youth League
- All Burma Students League
- All Nepal National Free Students Union
- ANC Youth League
- Baloldali Front — Kommunista Ifjúsági Szövetség
- Casa de la Juventud del Paraguay
- Colectivos de Jóvenes Comunistas
- Col·lectius de Joves Comunistes — Joventut Comunista
- Democratic Youth Federation of India
- Democratic Youth League of Japan
- Freie Deutsche Jugend
- General Union of Palestinian Students, UK Branch
- Giovani Comuniste e Comunisti
- Jeunesse Ittihadia, unclear whether it’s the official page or not
- Juventud Comunista Colombiana
- Juventud Comunista de Venezuela
- Juventude Comunista Portuguesa
- Juventudes Comunistas de Chile
- Juventude Socialista Brasileira Архивная копия от 15 июня 2008 на Wayback Machine
- Juventude Socialista — PDT
- Juventud Popular Socialista de Mexico
- Juventud URNG
- Kommunistinen nuorisoliitto ry Архивная копия от 24 января 2009 на Wayback Machine
- Kommunistische Jugend Österreichs
- Komunistický svaz mládeže
- Κομμουνιστική Νεολαία Ελλάδας
- Kommunistisk Parti Danmark — Ungdom
- National Union of Eritrean Youth and Students
- Norges Kommunistiske Ungdomsforbund
- Resistance
- South Africa Student Congress
- Sozialistiche Deutsche ArbeiterJugend
- Student Union of Bhutan
- Sveriges Kommunistiska Ungdomsförbund
- União da Juventude Socialista
- Unión de Jóvenes Comunistas
- Unión de Juventud de Saguia el Hamra y Río de Oro
- Unión de Juventudes Comunistas de España
- Union National des Étudiants de France
- Workers Party Youth
- Young Communist League, Britain
- Young Communist League, Israel
- Young Communist League, USA

### Бывшие члены
- Juventud Aprista Peruana
- Sinistra Giovanile
- Ung Vänster
- Vasemmistonuoret
- Związek Socjalistycznej Młodzieży Polskiej